# Alawich II.
Alawich II. (973 erstmals erwähnt; † 3. Februar oder 30. April 1001 in Straßburg) war von 973 bis 997 Abt des Klosters Pfäfers, von 997 bis 1000 Abt des Klosters Reichenau und von 999 bis 1001 Bischof von Straßburg.

## Leben und Wirken
Alawich stammte vermutlich aus dem schwäbischen Adelsgeschlecht der Grafen von Sulz. Er war zunächst Mönch im Kloster Reichenau und wurde am 13. Oktober 973 von Otto II. zum Abt des Klosters Pfäfers ernannt. 
Nachdem 997 Abt Witigowo zur Abdankung genötigt worden war, wählte der Konvent des Klosters Reichenau Alawich II. zu dessen Nachfolger. Nach seiner Wahl brach er nach Rom auf, um sich von Papst Gregor V. im Amt bestätigen zu lassen. Gregor V. nahm die Weihe des neugewählten Reichenauer Abts im April 998 selbst vor und verlieh den Reichenauer Äbten das Privileg, die Abtsweihe auch künftig unmittelbar vom Papst entgegenzunehmen und die Messe mit Dalmatica und Sandalen, zwei Ornatsstücken, die ansonsten nur Bischöfen vorbehalten waren, zu feiern. Offenbar genoss Alawich aber nicht nur die Gunst des Papstes, sondern auch die von Kaiser Otto III., denn dieser verlieh der Abtei Reichenau 998 das Markt- und Münzrecht in Allensbach und ernannte Alawich II. im Jahre 1000 zum Bischof von Straßburg.